# 鹿児島県立垂水高等学校
鹿児島県立垂水高等学校（かごしまけんりつ たるみずこうとうがっこう）は、鹿児島県垂水市中央町にある県立高等学校。同市内唯一の高等学校でもある。2011年度より、曽於学区と合併し大隅学区となる。
県内唯一の学科生活デザイン科を設置。

## 設置学科
- 普通科
- 生活デザイン科

## 沿革
- 1925年（大正14年） - 垂水尋常高等小学校併設実科高等女学校開校。
- 1956年（昭和31年）4月 - 鹿児島県立垂水高等学校と改称。
- 1991年（平成3年）4月 - 学科再編成により生活デザイン科設置。